# ブロムスキルヒェン
ブロムスキルヒェン (ドイツ語: Bromskirchen) は、ドイツ連邦共和国ヘッセン州ヴァルデック＝フランケンベルク郡に属す町村（以下、本項では便宜上「町」と記述する）である。

## 地理
ブロムスキルヒェンは、ヴァルデック＝フランケンベルク郡南西部のロタール山地周縁部に位置しており、ノルトライン＝ヴェストファーレン州ホーホザウアーラント郡との州境に面している。
町域の 70 % 以上が森林で覆われている。

### 隣接する市町村
ブロムスキルヒェンは、北はハレンベルク（ノルトライン＝ヴェストファーレン州ホーホザウアーラント郡）、東はフランケンベルク、南はアレンドルフおよびバッテンベルク（以上3市町村はヴァルデック＝フランケンベルク郡）、西はバート・ベルレブルク（ノルトライン＝ヴェストファーレン州ジーゲン＝ヴィトゲンシュタイン郡）と境を接している。

### 自治体の構成
- ブロムスキルヒェン
- ダハスロッホ
- ノイルートヴィヒスドルフ
- ザイベルスバッハ
- ゾンプラー

## 歴史
この町は、1238年のマインツ大司教のメモに初めて文献に記録されている。三十年戦争後、この村はヘッセン＝ダルムシュタット方伯領となり、1866年にプロイセン領となった。ヘッセンの地域再編に伴ってゾンプラーはブロムスキルヒェンに合併した。
何世紀もの間この町は、貧しい土壌と豊かな森林に基づく農林業に頼っていた。

## 行政

### 議会
ブロムスキルヒェンの町議会は 15 議席からなる。

### 首長
2010年8月22日の町長選挙で、当時現職のカール＝フリードリヒ・フレーゼは 82.6% の得票率で再選された。2017年9月24日の町長選挙ではオトマール・フェーペルが 86.7 % の支持票を獲得して町長に選出された。対立候補はいなかった。この選挙の投票率は 71.0 % であった。

### 姉妹自治体
- Arrou（フランス、ウール＝エ＝ロワール県）1978年

## 文化と見所

### 建造物
ブロムスキルヒェンの市庁舎は、1619年から1621年に建造された。この市庁舎は、装飾的な木彫を有する木組み建築である。保護文化財であるブロムスキルヒェンのプロテスタント教会は見応えがある。

### 年中行事
ブロムスキルヒェンの行事カレンダーの重要な要素が射撃祭である。この祭は毎年8月の第1週末に開催される。ユーゲントクラブのゼーフェストも毎年7月の最終末に開催される。

## 経済と社会資本
ブロムスキルヒェンは産業の町で、生産部門で 900 以上の職場がある。最大の雇用主は、戸や窓の補強金具を生産する Hoppe AG である。Ante-Holz 社も大きな経済上の構成要素となっている。

## 引用
1. ↑  Hessisches Statistisches Landesamt: Bevölkerung in Hessen am 31.12.2023 (Landkreise, kreisfreie Städte und Gemeinden, Einwohnerzahlen auf Grundlage des Zensus 2011)]
2. ↑  2011年3月27日の町議会議員選挙結果 (hsl.de)
3. ↑  ブロムスキルヒェンの町長選挙: フレーゼが 82.6 % の得票で勝利 hna.de 2010年8月22日付け（2012年4月1日 閲覧）
4. ↑  “Bürgermeisterwahl in Bromskirchen am 24.09.2017”. 2022年3月7日閲覧。